# Фестьё
Фестьё (фр. Festieux) — коммуна во Франции, находится в регионе Пикардия. Департамент коммуны — Эна. Входит в состав кантона Лан-2. Округ коммуны — Лан.
Код INSEE коммуны — 02309.

## Население
Население коммуны на 2010 год составляло 604 человека.
| 1962 | 1968 | 1975 | 1982 | 1990 | 1999 | 2010 |
| ---- | ---- | ---- | ---- | ---- | ---- | ---- |
| 359  | 326  | 337  | 296  | 449  | 509  | 604  |

## Экономика
В 2010 году среди 391 человека трудоспособного возраста (15—64 лет) 300 были экономически активными, 91 — неактивными (показатель активности — 76,7 %, в 1999 году было 65,7 %). Из 300 активных жителей работали 253 человека (140 мужчин и 113 женщин), безработных было 47 (18 мужчин и 29 женщин). Среди 91 неактивных 25 человек были учениками или студентами, 30 — пенсионерами, 36 были неактивными по другим причинам.